# Pierre Anfosso
Pierre Anfosso (1er décembre 1928 à La Crau – 5 novembre 2004 à Hyères) est un peintre français.

## Biographie
Pierre Anfosso nait en 1928 près de Toulon, dans le Var. Après des études secondaires et un baccalauréat scientifique, il entre à l'école des Beaux-Arts de Toulon en 1948, pour y étudier l'architecture, puis devient élève des peintres Eugène Baboulène et Henri Pertus, et découvre Bonnard, Édouard Vuillard et Jean Pougny.
En 1950, avec des condisciples de l'école : Jacques Burois, Monique Ducreux, Gilbert Louage et Robert Mendoze, il crée le Groupe 50  qui expose à la galerie toulonnaise « La Palette », au musée des Beaux-Arts de Toulon, à la Biennale de Menton et à l'exposition de la Jeune Peinture Méditerranéenne.
Dans les années qui vont suivre, il participe à de nombreuses expositions de groupe ou personnelles et recevra plusieurs prix de peinture. Au fil des décennies, ses inspirations iront notamment vers De Staël et Rothko.
Dès les années 1960, il s'est aussi intéressé aux iris, d'abord comme passion, puis en créant avec Monique, son épouse, la pépinière Iris en Provence en 1974, rejoint par ses enfants qui en prendront la succession,  .

## Parcours

### Expositions personnelles
- Toulon (1952-1957)
- Aix-en-Provence (1958)
- Montréal, Paris (1962)
- Galerie Drouant, à Paris (1966 à 1976)
- Galerie La Palette, à Toulon (1950 à 1999)
- Galerie de Paris, à New York (États-Unis - 1967 à 1978)
- Galerie Art et Peinture, à Arnion, Paris et Chatelguyon (1967 à 1980)
- Galerie La Boutique d’Art-Negresco, à Nice  (1970 à 1976)
- Crawford Gallery, à Houston (États-Unis - 1972)
- Galerie Atelier 66, à Cannes (1976 à 1985)
- Galerie Berlioz, à Marseille
- Sausset-les-Pins
- Art de France, à Paris
- Cannes, Ville d'Hyères, Ville du  Pradet  (2008)[2]

### Expositions de groupe
- Groupe 50 à Toulon
- Jeune Peinture Méditerranéenne, à Nice (1953)
- Sélection Jeune Peinture, GalerieDrouant-David, à Paris (1955 et 1957)
- Biennale de Menton (1955-1957)
- Salon de la Marine, à Paris (1956)
- Salon d’Automne, à Paris (1960-1961-1962)
- Salon Terres Latines, à Paris (1961-1962)
- Salon des Tuileries, à Paris et à Nice (1961)
- «Consécrations et découvertes», Galerie Ror Volmar, à Paris (1961)
- Festival d’Avignon (1959-1960-1961-1962)
- Salon Comparaisons, à Paris
- Biennales de Provence, à Aix-en-Provence.

### Récompenses
- Prix de la Ville de Toulon (1952)
- Lauréat du Salon des Peintres de la Mer, nommé membre perpétuel de l’Académie de la Mer (1953)
- Prix des Musées de Nice (1955)
- Prix de la Jeune Peinture Méditerranéenne, à Nice (1959)
- Premier Grand Prix Othon Friesz, à Paris (1961)
- Prix du festival d’Avignon (1962)
- Prix Fénéon, à Paris (1963).

### Musées
- Musée de Toulon
- Musée d’Art Moderne de Nice
- Musée Calvet d’Avignon
- Musée Granet d’Aix-en-Provence.

### Collections privées
- Baronne de Rothschild
- Dorothy Gould
- Maret Gould
- Winston (U.S.A)
- Dr Berninger (Suisse)
- Fondations et Collections allemandes, américaines, anglaises, canadiennes, japonaises, vénézuéliennes...

## Œuvres
Le Marché
Le Pesage

## Pierre Anfosso, dans la presse
- « (...) La peinture d'Anfosso, pudique, discrète, s'effarouche facilement. Il la faut apprivoiser et s'en laisser pénétrer. D'un papillotement qui n'est pas sans rappeler Pougny, naissent et s'affirment des toiles dont les qualités font approuver le jury du Prix Othon Friesz, qui a reconnu un peintre authentique. » - Dalevez
- « Il est peut-être bon de le rappeler, il y a dans notre région de grands peintres. La lumière et les couleurs de chez nous ne sont pas bien sûr, étrangers à cette richesse et, même si Paris détient le privilège de la consécration, on sait que c'est dans le Midi que Cézanne, Van Gogh, Nicolas de Staël et tant d'autres atteignirent les sommets de leur art. Pierre Anfosso est de ces peintres purement méditerranéens. Cet être tourmenté par la passion qui l'habite, persuadé que la peinture comme la musique n'a de raison d'être que si elle est ouverture vers la liberté, n'a pas hésité à faire une pause de plusieurs années afin de comprendre où se situait, chez lui, cette ouverture. (...) Pierre Anfosso nous revient aujourd'hui avec des huiles récentes, en touches abstraites, d'où surgissent parfois des formes, bateaux dans un lointain brumeux, présence de la mer, thèmes sans cesse renouvelés, dans des couleurs pures et raffinées. Il parle de la peinture comme de la musique et n'exclut pas que celle-ci interfère dans celle-là, mais, souligne-t-il, la musique est épargnée de cette nécessité du regard, d'avoir à se montrer, donc à plaire. Il se prend à rêver d'une peinture qu'on ne montrerait pas. (...) » - Nice Matin